# Улица Зилупес (Рига)
Улица Зи́лупес (латыш. Zilupes iela) — улица в Латгальском предместье города Риги, в историческом районе Московский форштадт. Пролегает в южном и юго-восточном направлении, от улицы Лубанас до улицы Славу. При пересечении с улицей Дзервью делает ступенчатый излом, образуя два отдельных Т-образных перекрёстка, что связано с изменением трассы улицы при расширении территории швейной фабрики в 1980-е годы.
Общая длина улицы Зилупес составляет 1010 метров, из которых 58 метров совпадает с трассой улицы Дзервью. На всём протяжении асфальтирована, имеет две полосы, разрешено движение в обоих направлениях. Общественный транспорт по улице не курсирует.

## История
Улица Зилупес впервые упоминается в документах в 1889 году под названием Латышская улица (нем. Lettenstrasse, латыш. Latviešu iela), подобно другим улицам этого района, названным в честь народов (Славянская улица — ныне улица Славу, Ливонская — ныне Салацас, Литовская — ныне Индрупес, Эстонская — ныне Ритупес). В 1923 году получила нынешнее наименование, которое более не изменялось (в годы немецкой оккупации улица упоминается и как Silupensche Strasse, и как Rosenauer Strasse).
Встречается мнение, что название Zilupes дано в честь латгальского города Зилупе, однако соседние улицы в том же 1923 году были названы в честь рек, а город Зилупе стоит на одноимённой реке, от которой и получил своё название.

## Застройка
К улице Зилупес с давних пор прилегали территории ряда промышленных предприятий, расположенных вдоль ул. Маскавас.
В 1963 году на ул. Зилупес, 7 была открыта швейная фабрика «Латвия» (на момент постройки — крупнейшее предприятие швейной промышленности Латвии; с 1975 — Рижское производственное швейное объединение «Латвия», с 1991 акционерное общество, ликвидировано в 2002). Корпуса фабрики ориентированы главным образом вдоль соседних улиц Дзервью и Салацас, в настоящее время заняты предприятиями и организациями разного профиля.

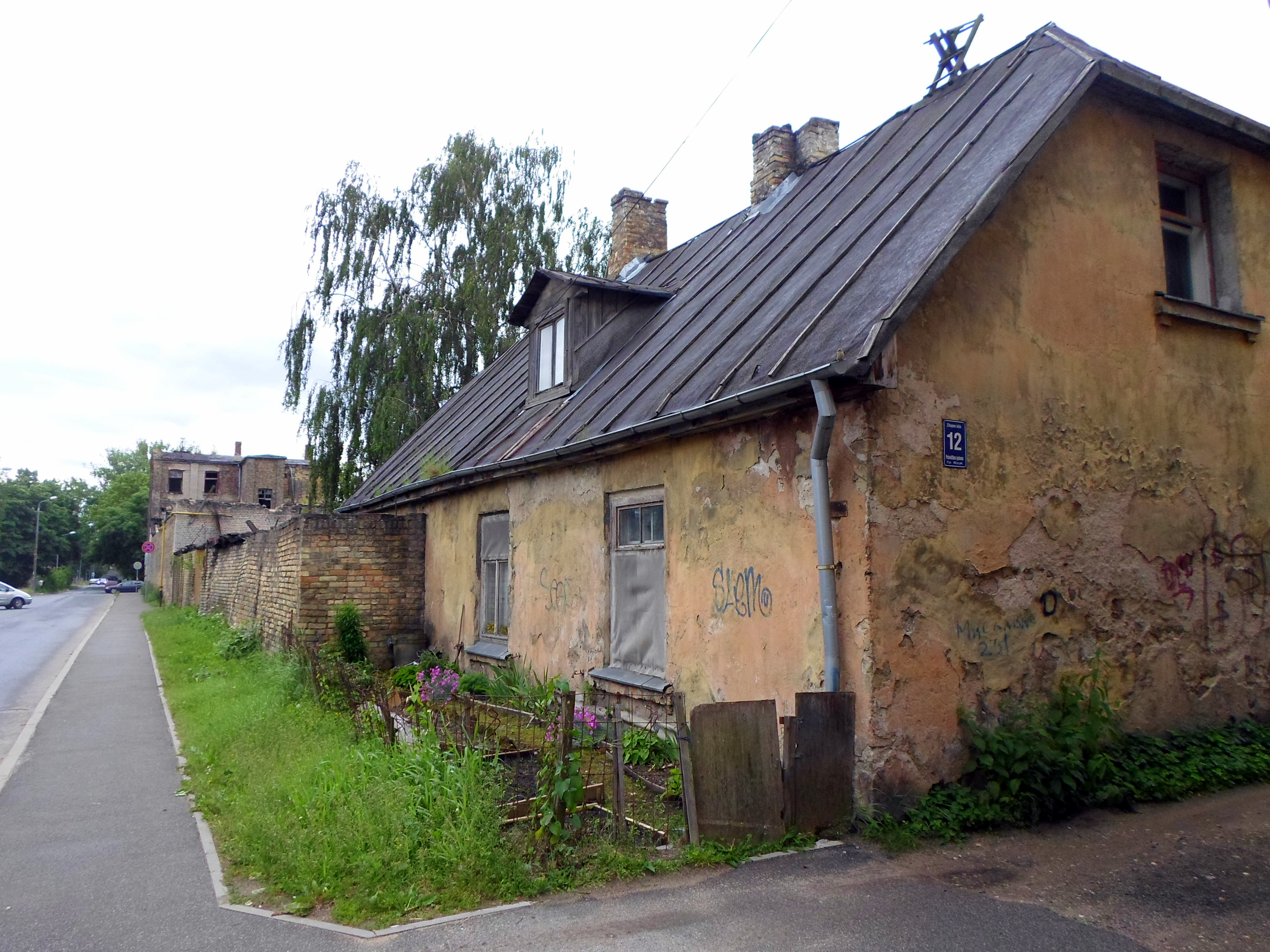
Дом № 12
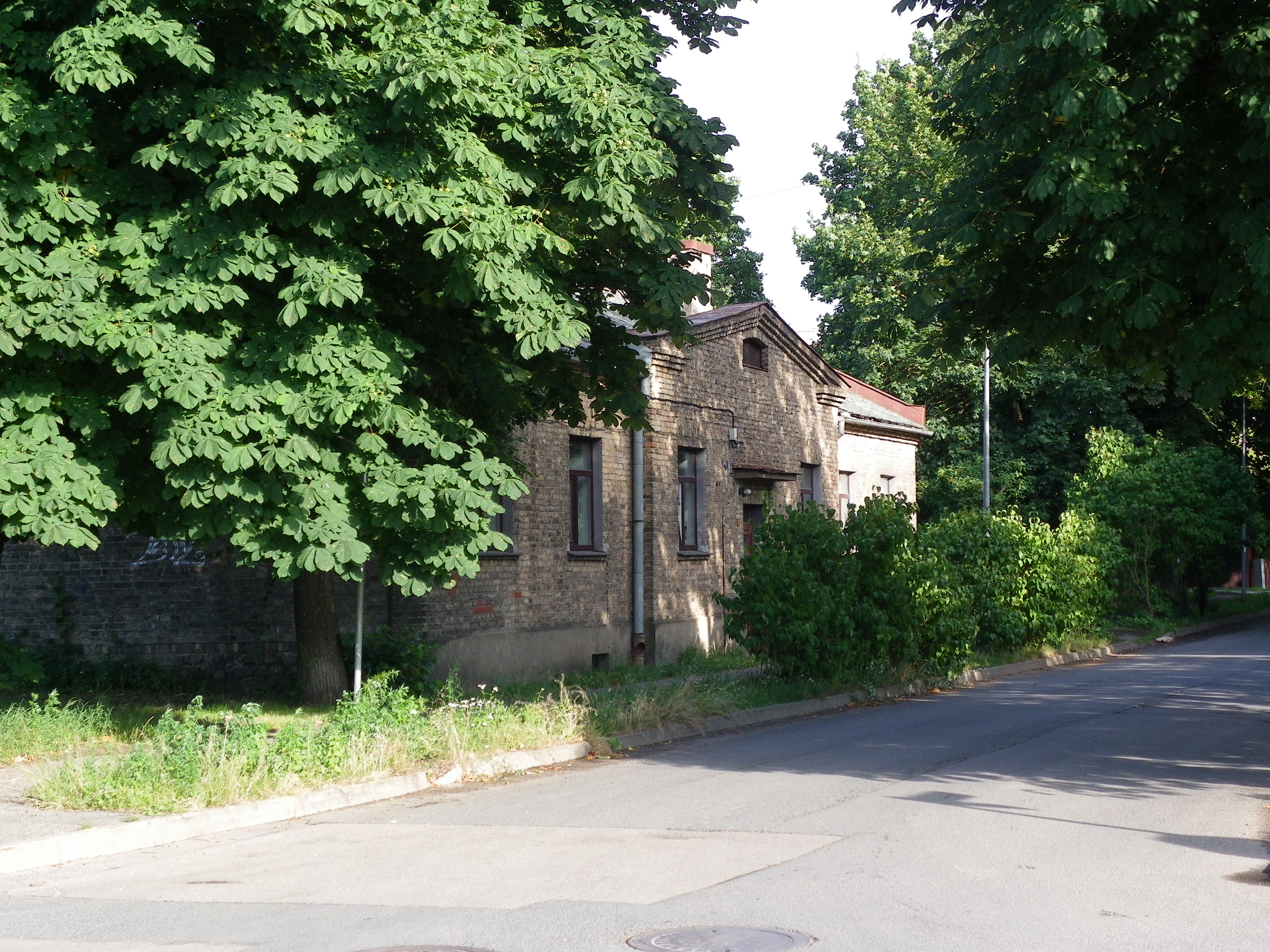
Дом № 19
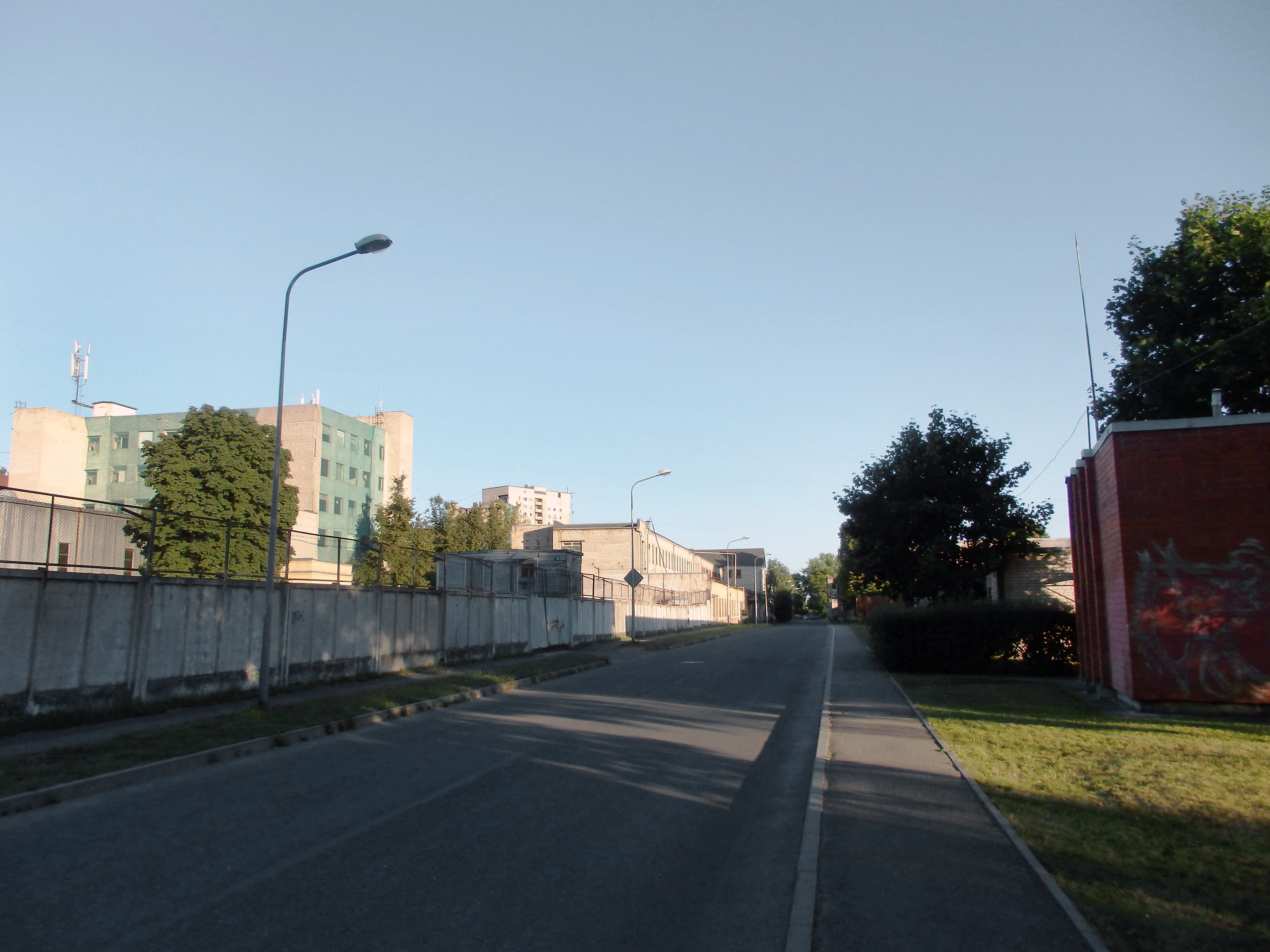
Вид вдоль швейной фабрики
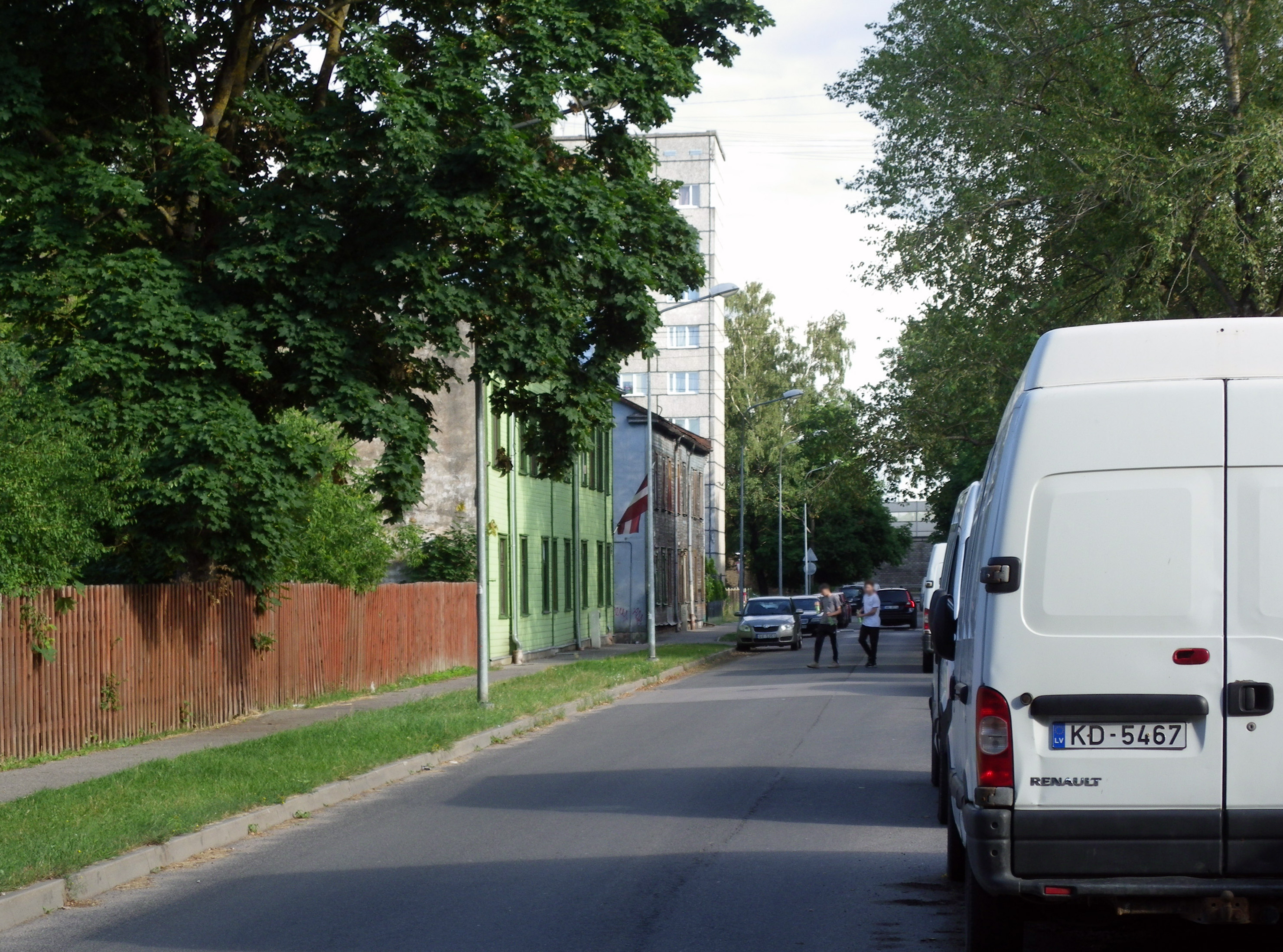
Дальняя часть улицы

## Прилегающие улицы
Улица Зилупес пересекается со следующими улицами:
- улица Лубанас
- улица Дзервью
- улица Огрес
- улица Индрупес
- улица Славу